# Liste der Baudenkmäler in Oppum
Die Liste der Baudenkmäler in Oppum enthält die denkmalgeschützten Bauwerke auf dem Gebiet von Krefeld-Oppum, Stadtbezirk Oppum-Linn, in Nordrhein-Westfalen (Stand: April 2020). Diese Baudenkmäler sind in der Denkmalliste der Stadt Krefeld eingetragen; Grundlage für die Aufnahme ist das Denkmalschutzgesetz Nordrhein-Westfalen (DSchG NRW).

| Bild                                    | Bezeichnung                                          | Lage                                                         | Beschreibung | Bauzeit   | Eingetragen seit | Denkmal- nummer |
| --------------------------------------- | ---------------------------------------------------- | ------------------------------------------------------------ | --- | --------- | ---------------- | --------------- |
| Böttershof                              | Böttershof                                           | Oppum-Süd Am Böttershof 1 Karte                              | |           |                  | 81              |
| ehemalige kurfürstliche Försterei Oppum | ehemalige kurfürstliche Försterei Oppum              | Oppum-Süd Am Böttershof 2, 2a–f, 4, 4a Hauptstraße 290 Karte | |           |                  | 460             |
| weitere Bilder                          | Geismühle                                            | Oppum-Süd An der Geismühle Karte                             | |           |                  | 31              |
| weitere Bilder                          | Autobahnkapelle                                      | Oppum-Süd An der Geismühle Karte                             | entworfen ab 1976/77 von Hein Stappmann und Ludwig Thorissen; kleine, ökumenische Kapelle, naturbezogen, am 18. April 1981 eingeweiht, geprägt von der Arbeit von Theo Akkermann, der unter anderem die bronzene Rundscheibe im Inneren entwarf | 1980–1981 | 2008             | 960             |
| Bundesbahnausbesserungswerk             | Bundesbahnausbesserungswerk                          | Oppum Breitenbachstraße 69 Karte                             | |           |                  | 710             |
| weitere Bilder                          | Katholische Pfarrkirche Zu den Heiligen Schutzengeln | Oppum Hauptstraße 12 Karte                                   | | 1899–1900 |                  | 79              |
| weitere Bilder                          | Pfarrhaus                                            | Oppum Hauptstraße 18, 20 Karte                               | | 1902      | 21.01.2020       | 1024            |
| Wäscherei                               | Wäscherei                                            | Oppum Hauptstraße 80 Karte                                   | |           |                  | 80              |
| Spickerhof                              | Spickerhof                                           | Oppum-Süd Hauptstraße 344 Karte                              | |           |                  | 963             |
| Bauernhof                               | Bauernhof                                            | Oppum-Süd Hauptstraße 420 Karte                              | |           |                  | 726             |
| ehemalige evangelische Kreuzkirche      | ehemalige evangelische Kreuzkirche                   | Oppum Thielenstraße 34 Karte                                 | |           |                  | 988             |